# Der Staatsanwalt hat das Wort: Alleingang
Alleingang ist ein deutscher Fernsehfilm von Norbert Büchner aus dem Jahr 1972. Das kriminologische Fernsehspiel erschien als 22. Folge der Filmreihe Der Staatsanwalt hat das Wort.

## Handlung
Diplomchemiker Anders erhält den Auftrag, eine Neuentwicklung über einen Großversuch in die laufende Produktion überzuführen. Er zeigt an diesem Vorhaben großes Interesse, denn ein Erfolg wäre vor allem sein Erfolg. So treibt er das Kollektiv verantwortungslos an, setzt sich über berechtigte Zweifel hinweg und verursacht im Alleingang eine Havarie. Die Handlung zeigt, dass schlechte Leitungstätigkeit, die Verletzung der sozialistischen Demokratie, Rivalitäten und ungesunder Ehrgeiz zu grobem Fehlverhalten verantwortlicher Leiter führen und sehr leicht Straftaten begünstigen können.

## Produktion
Alleingang entstand 1972  im Zuständigkeitsbereich des DDR-Fernsehens, Bereich Unterhaltende Dramatik – HA: Reihenproduktion, Abt. „Der Staatsanwalt hat das Wort“. 
 Szenenbild: Eberhard Schrake; Dramaturgie: Jutta Schütz; Kommentare: Peter Przybylski.
Der Film ist nicht sendefähig, da das gesamte Tonmaterial fehlt.